# Calendário germânico
O calendário nórdico tem como referencia, o calendário Odinista/Asatruar para o hemisfério sul

## Calendário Referente ao Hemisfério Sul
- 9 de Janeiro -- Morte de Raud o Forte, assassinado por Olaf o Gordo por se negar a converter-se ao cristianismo.

- 9 de Fevereiro -- Morte de Eyvind Kinnrifi, assassinado por Olaf o Gordo por se negar a converter-se ao cristianismo.

- 28 de Março -- Dia de Ragnar Lodbrok.

- 9 de Abril -- Día de Hakon Sigurdson o Grande, defensor da religião Ásatrú na Noruega.

- 9 de Maio -- Gurod de Gudbrandsdal, assassinado por não converter-se ao cristianismo.

- 9 de Junho -- Día de Sigurd (Sigfried).

- 24 de Junho -- Festa de Vali. (Festival da Família)

- JOL (WEIHNACHTEN) 25 de Junho -- A festa mais sagrada do ano.

- 9 de Julho --Dia de Unn a de Mente Profunda.

- NOITES DE INVERNO (WINTERNIGHTS) 19 de Julho -- Fim da colheita - Bendição dos Elfos e FREY.

- 19 de Julho --Morte de Olaf o Gordo.

- THORRABLOT 24 de Julho -- Assembleia dos Deuses Bendição do trabalho para todo o ano.

- 9 de Agosto --Día do Rei Radbod da Frísia, que se negou a converter-se ao cristianismo.

- 9 de Setembro -- Dia de Hermann o Cheruscan, personalização da liberdade germânica.

- OSTARA -- Entre equinócio de Primavera e primeira lua cheia seguinte. Bendição

- 12 de Outubro --Dia de Leif Eriksson e sua irmã Freydis Eriksdottir, em comemoração dos primeiros nórdicos que se assentaram na América.

- 28 de Outubro -- Día de Érico, o Vermelho.

- WALBURG (Valpurgisnatch) 1 deNovembro -- . Princípio de Verão.

- 9 de Novembro --Dia do Reinado de Sigrid da Suécia, quem organizara o complô para derrubar a Olaf.

- 9 de Dezembro --Dia de Egill Skallagrimsson, poeta, guerreiro e mago das Runas.

## Fonte
Forn-Sed Brasil